# Kórnik Slot
Kórnik Slot (polsk: Zamek w Kórniku  eller Zamek Kórnicki) er et slot i den polske by Kórnik, som blev bygget i det 14. århundrede. Det nuværende nygotiske design og ombygning blev udført i 1855, delvist på basis af planer  af arkitekt Karl Friedrich Schinkels for Tytus Działyński og hans søn Jan Kanty Działyński. Efter det sidste medlem af Działyński-familien Jan Kanty Działyńskis død fik hans svoger, grev Władysław Zamoyski slottet i arv. Kort før sin død i 1924 testamenterede den barnløse greve slottet sammen med en omfattende kunstsamling og Kórnik Arboret til den polske stat.
Slottet huser i øjeblikket et museum og Kórnik-biblioteket. Det er et af Polens officielle nationale historiske monumenter ( Pomnik historii), som blev udpeget 11. juli 2011.

## Slottets omgivelser
Slottets  hovedindgang ligger på nordsiden. Dens karakteristiske træk er en fire-centreret bue øverst i vinduet over indgangen. Frem til mellemkrigstiden var indgangen til slottet gennem den såkaldte babiniec - et barbican-formet kammer, som efterfølgende blev revet ned i perioden.
Vestsiden af slottet har en udvidet terrasse med udsigt over Kórniksøen. Den sydlige side er domineret af en chaitya- bue, som sandsynligvis blev inspireret efter Royal Pavillion i Brighton og Indiens islamiske arkitektur. På østsiden er der et nygotisk tårn, hvis røde murstensfacade står i kontrast til resten af slottet. Tårnet blev rejst under Tytus Działyńskis  ombygning  af slottet.
Omkring slottet ligger Kórnik Arboretum grundlagt af grev Tytus Działyński i første halvdel af det 19. århundrede. det er  det ældste og største arboret i Polen og det fjerdestørste arboret i Europa, med et areal på omkring 40 hektar og indeholder mere end 3300 arter af træer og buske.

## Trivia
Under den tyske besættelse af Polen ( 2. verdenskrig), i 1939-1940, lå et hemmeligt trykkeri for den polske modstandsbevægelse i slottet. Den trykte den underjordiske avis Biuletyn Radiowy. 

## Galleri
- Slottet ved solnedgang
- Slottet og voldgraven
- Działyński Slot i Kórnik, afNapoleon Orda
- Det gotiske vagttårn på slottet til højre
- Slotsinteriør
- Luftfoto